# Банда Бормана
Банда Бормана — прозвище, которое СМИ и правоохранительные органы Казахстана дали банде серийных убийц, во главе которой стоял Александр Суворов по прозвищу «Борман». Члены «банды Бормана» в период с 12 июля 1998 по 16 февраля 2000 года совершили на территории города Алма-Ата как минимум 25 убийств девушек и женщин, сопряженных с изнасилованиями. Большая часть из убитых являлись проститутками. Три жертвы являлись несовершеннолетними девочками. Кроме девушек, члены «банды Бормана» убили 4 мужчин в ходе разбойных нападений. Одно из самых резонансных уголовных дел в истории Казахстана и на всем постсоветском пространстве. Дело «Бормана» представляет собой уникальный случай, феномен, известный как «сообщество насильников-убийц». Впоследствии правоохранительные органы Казахстана заявили, что ни до, ни после дела «банды Бормана» они не сталкивались с подобными прецедентами. Исключительность «банде Бормана» также придает тот факт, что после разоблачения преступников, уголовное дело в 13 томах по 250-300 листов каждый по решению руководства МВД было передано из архива в Алматинскую академию МВД РК для использования в качестве учебно-методического пособия при подготовке казахстанских сыщиков.

## Предыстория
Основателем банды являлся Александр Олегович Суворов. О ранних годах жизни Суворова известно крайне мало. Родился 28 июня 1967 года в Алма-Ате (Казахская ССР). В школьные годы учителя отмечали, что Суворов обладал острой интуицией, высоким интеллектом и прекрасной памятью, однако сам он не испытывал интереса к учебному процессу и старался всячески скрывать свои высокие умственные способности. В подростковые годы Суворов начал демонстрировать признаки психического расстройства. Его поведение характеризовалось переменчивостью настроения. В периоды депрессии он был склонен к заболеваниям, отличался ранимостью и впечатлительностью, нуждался в духовной поддержке со стороны других людей, однако в периоды гиперактивности Суворов страдал повышенной импульсивностью, неконтролируемыми вспышками гнева, вследствие чего подвергал агрессии окружающих. В середине 1980-х годов после выхода закона «О кооперации» и расцвета кооперативного движения, крышевание и рэкет которого приносило большие доходы, Суворов начал много свободного времени проводить в обществе лиц, ведущих маргинальный образ жизни и вскоре начал криминальную карьеру. В советские и постсоветские годы Суворов неоднократно подвергался уголовной ответственности и был 7 раз судим. В годы заключения он пользовался уважением со стороны других осужденных и приобрел высокий криминальный авторитет. В середине 1990-х годов вследствие увлечения наркотическими средствами Суворов приобрел наркозависимость. В уголовном мире Алма-Аты он был известен под прозвищем «Борман». После очередного освобождения из тюрьмы Александр Суворов сожительствовал с девушкой по имени Ольга Яковенко, которая также страдала наркоманией. Из-за многочисленных ссор, в середине 1998 года Суворов выгнал Яковенко из своей квартиры. После этого девушка, находясь в тяжелом материальном положении, стала заниматься проституцией на улице Сейфуллина. В январе 1999 года Яковенко была убита другой бандой серийных убийц-каннибаллов, известных как «Санитары квартала красных фонарей». 
В начале 1998 года Александр Суворов основал банду, членами которой являлись Александр Васильевич Попиков по прозвищу «Санек» (род. в 1962 году), Владимир Владимирович Исупов по прозвищу «Волоха Сибиряк» (род. в 1967 году), Андрей Валерьевич Сущих по прозвищу «Суня» (род. в 1964 году), Николай Николаевич Аксенов по прозвищу «Коля Дырявый» (род. в 1980 году), Ерулан Арыстанович Селейменов по прозвищу «Ержик» (род. в 1974 году), Анвар Темирханович Каражанов по прозвищу «Анвар» (род. в 1966 году), Серик Жароллаевич Мынгышев по прозвищу «Серик» (род. в 1967 году), Елена Михайловна Михальцова по прозвищу «Лена Рыжая» (род. в 1967 году) , Елена Николаевна Железнова (род. в 1982 году), Екатерина Анатольевна Циопко по прозвищу «Комсомолка» (род. в 1982 году), Анастасия Артуровна Герлах (род. в 1982 году), Елена Анатольевна Демиденко (род. в 1982 году), Марина Николаевна Беспятых (род. в 1968 году)  и Вера Александровна Емельянова (род. в 1982 году). Все члены банды страдали наркозависимостью и злоупотребляли алкогольными напитками. Первоначально банда занималась кражами и совершением разбойных нападений. Девушки, состоящие в банде занимались проституцией и отдавали часть своих доходов Суворову-«Борману», который по совместительству являлся их сутенером. На почве длительного и систематического употребления наркотиков все мужчины в банде, включая Суворова имели проблемы в личной жизни, из-за чего патологически ненавидели женщин. Суворов и остальные члены банды также демонстрировали  идентичную страсть к патологическим удовольствиям, а также анализировали методы похищения и изнасилования женщин, не будучи арестованными. В середине 1998 года после нескольких конфликтов с проститутками, которых Суворов пытался взять под свою опеку и заняться их крышеванием, его психическое состояние резко ухудшилось и он предложил членам банды совершить серию убийств девушек и женщин. Девушки в банде также выразили желание принимать активное участие в совершение убийств, так как таким образом они убирали конкуренток в деле занятия проституцией.

## Серия убийств
В качестве жертв члены «банды Бормана» выбирали молодых женщин, находившихся в возрасте 20-30 лет, занимающихся проституцией в районе железнодорожного вокзала «Алм-Ата-1» и ведущей от него вверх улицы Сейфуллина на территории Алма-Аты. Посадив девушку в автомобиль Попикова, члены банды увозили ее в пригородные районы города, Илийский или Карасайский районы Алматинской области, где в лесистой местности подвергали избиению, различным физическим издевательствам и сексуальному насилию, в том числе инородными предметами в извращенной форме. Удовлетворив свою похоть, преступники убивали девушек самыми разнообразными способами. Часть из жертв была забита до смерти с помощью молотка или камня, часть была зарезана путем нанесения множественных колото-резаных ран с помощью ножа, а некоторые девушки были повешены на деревьях с помощью их же колготок, брючных ремней и других элементов одежды. Перед убийствами или после убийцаы забирали у жертв ювелирные изделия и другие вещи, представляющие материальную ценность. Почти во всех убийствах принимала участие Елена Михальцова, которая обладая обаянием использовалась Суворовым-«Борманом» в качестве приманки с целью повышения к себе доверия жертв. Эта тактика полностью себя оправдала. Во время знакомства с жертвой, девушка видя в машине Михальцову, после нескольких минут разговора с членами банды, не опасалась сесть в машину в компании с незнакомыми мужчинами. Помимо проституток жертвами убийц стали 3 несовершеннолетние школьницы, которые попали под обаяние Михальцовой и согласились прокатиться на машине со взрослыми мужчинами. Личности семи убитых девушек установить впоследствии так и не удалось.

## Список жертв (девушки)[1][2]
- Девушка, личность которой не установлена. В уголовном деле проходила под кодовым названием Неизвестная №1. Была убита 12 июля 1998 года.

- Кригерт. Была убита 30 августа 1998 года.

- Девушка, личность которой не установлена. В уголовном деле проходила под кодовым названием Неизвестная №2. Была убита 7 сентября 1998 года.

- Малкина. Была убита 9 сентября 1998 года.

- 15-летняя Кристина Булатова. Была убита 16 сентября 1998 года.

- Девушка, личность которой не установлена. В уголовном деле проходила под кодовым названием Неизвестная №3. Была убита 18 октября 1998 года.

- Табакова. Была убита 26 октября 1998 года.

- Шитикова. Была убита 27 октября 1998 года.

- Булгакова. Была убита 13 декабря 1998 года.

- Сауле Топаева. Была убита 16 декабря 1998 года.

- Юрко. Была убита 12 марта 1999 года.

- Кудайбергенова. Была убита 15 марта 1999 года.

- Турдиева. Была убита 14 апреля 1999 года.

- Салабатова. Была убита 14 мая 1999 года.

- Приймак. Была убита 8 июня 1999 года.

- Тунгатарова. Была убита 10 июня 1999 года.

- 21-летняя Диля Камолова. Была убита 15 июня 1999 года.

- Девушка, личность которой не установлена. В уголовном деле проходила под кодовым названием Неизвестная №4. Была убита 26 июня 1998 года.

- Девушка, личность которой не установлена. В уголовном деле проходила под кодовым названием Неизвестная №5. Была убита 4 июля 1998 года

- Девушка, личность которой не установлена. В уголовном деле проходила под кодовым названием Неизвестная №6. Была убита 8 августа 1998 года

- Девушка, личность которой не установлена. В уголовном деле проходила под кодовым названием Неизвестная №7. Была убита 17 августа 1998 года

- Маленкова. Была убита 19 сентября 1999 года.

- Волкова. Была убита 24 сентября 1999 года.

- Козел. Была убита 7 октября 1999 года.

- Абарахманова. Была убита 16 февраля 2000 года.

## Арест, следствие и суд
Первоначально убийства из-за разной территориальности никто не объединял в единую серию. Все уголовные дела были объединены в одно делопроизводство только лишь в конце 1999 года, после чего была создана специальная следственно-оперативная группа, работа которой находилась на особом контроле начальника ГУВД Алма-Аты генерала Калмуханбета Касымова и первого заместителя министра внутренних дел Республики Казахстан генерала Василия Симачева. Следственно-оперативную группу из следователей МВД, ГУВД Алматы и УВД Алматинской области возглавил начальник главного управления уголовного розыска МВД подполковник Алик Шпекбаев. Первыми подозреваемыми стали сам Алексндр Суворов - «Борман» и его ближайший приближенный Владимир Исупов. Они были задержаны с героином и арестованы еще в январе 1999 года. Так как Суворов являлся сутенером и проживал в районе железнодорожного вокзала «Алматы-1», он после ареста попал в оперативную разработку, однако подозрения с него вскоре были сняты, так как серия убийств продолжилась. В конце 1999 года Суворов-«Борман» снова попал под подозрение в совершении ряда убийств, после того как было установлено что он поддерживает связь на свободе с Андреем Сущих и Еленой Михальцовой, которые также проживали в районе железнодорожного вокзала «Алматы-1». Михальцова являлась сутенершей нескольких девушек, занимающихся проституцией и сама была бывшей проституткой. Одна из жертв убийц - 21-летняя Диля Камолова была знакома с Михальцовой. Вплоть до своей смерти в июне 1999 года Камолова снимала комнату в квартире Михальцовой. Изучив круг общения Сущих и Михальцовой, следователи установили имена ряда других известных только по именам их знакомых, которые все начиная с начала серии убийств проституток находились в близкой связи с «Борманом».

В декабре 1999-го на территории СИЗО-1 города Алма-Аты Суворов снова подвергся допросу по поводу причастности к совершении серии убийств. Суворов, который до этого сохранял полное хладнокровие и всячески отрицал свою причастность к этому, после того как ознакомился с доказательствами причастности других членов банды к убийствам потерял самообладание и задумался. Согласно свидетельствам начальника главного управления уголовного розыска МВД подполковника Алика Шпекбаева, Суворов-«Борман», несмотря на то, что доказательства его вины на тот момент были весьма косвенными, заявил ему следующее: 
Начни с Рыжей и Суни, а там и я посмотрю.
 Владитмир Исупов, которого также навестил в СИЗО-1 Шпекбаев, по примеру лидера банды первоначально отказался сотрудничать со следствием, желая ознакомиться с признательными показаниями других членов банды. 
18 января 2000 года был арестован Андрей Сущих. Во время ареста он заметил за собой слежку и попытался сбежать от сотрудников правоохранительных органов, запрыгнув на станции «Алматы-1» в первый попавшийся поезд, однако спустя 2 дня по неустановленным причинам он вернулся домой. Он был арестован недалеко от дома во время приобретения наркотических средств вместе со сбытчиком наркотиков. На первом же допросе, он полностью признал свою вину по обвинению в приобретении и хранении наркотиков, но отказался признавать свою причастность к совершению убийств. Лишь на 4 сутки, прошедшие со дня ареста, ознакомившись с доказательствами следствия и позицией Суворова-«Бормана» во время расследования, Андрей Сущих начал сотрудничать со следствием и давать признательные показания, создавая одну явку с повинной за другой. Однако описываемые им обстоятельства убийств девушек и различные детали - не сходились ни с одним из известных следствию совершенных убийств по обстоятельствам и деталям. В этот же период был арестован другой член банды - Анвар Каражанов, который был изобличен в убийстве женщины, чья личность не была установлена и чей труп был обнаружен 26 июня 1999-го года в Илийском районе Алматинской области. 7 февраля 2000 года был арестован еще один активный член банды Александр Попиков во время изнасилования и попытке убийства несовершеннолетней девушки по фамилии Галкина в Илийском районе Алматинской области.
Во время допросов Каражанов и Попиков утверждали следователей в том, что действовали одни, без помощи подельников и к банде Суворова-«Бормана» никакого отношения не имеют. Однако их версии опровергались результатами криминалистической экспертизы следов семени, найденных на трупах убитых девушек, которые установили, что следы спермы имели разную групповую принадлежность и соответственно принадлежали разным мужчинам. Несмотря на это, Каражанов признался в совершении всего лишь 1 убийства, в то время как Попиков в последующие дни после ареста неожиданно признался в совершении еще 11 убийств и дал подробные показания по каждому эпизоду, указав, что совершал их в одиночку, вследствие чего окончательно запутал следствие и отвел подозрения от Суворова и Исупова.  
16 марта 2000 года  37-летний Александр Попиков повесился с помощью собственных брюк в своей камере на территории СИЗО-1, оставив предсмертную записку, в которой просил сотрудников правоохранительных органов не винить в его смерти его сокамерников. После самоубийства Попикова расследование уголовного дела было приостановлено, так как никаких доказательств, связывающих Попикова и Каражанова с группой Суворова, Исупова, Сущих и других ни по уголовным делам, ни по оперативной информации не прослеживалось.
После ареста Сущих, Елена Михальцова и другие члены банды, оставшиеся на свободе - запаниковали и сознательно спровоцировали свои аресты по обвинению в совершении краж и хранении наркотиков. Узнав об этом, сотрудники опертивно-целевой группы заподозрили их в том, что цель их практически добровольной сдачи правоохранительным органам заключалась в последующем осуждении по более мягким статьям уголовного кодекса с последующим этапированием в исправительные колонии, где бы они могли отвлечь от себя внимание и спрятаться от следствия. Однако Алик Шпекбаев совместно с замначальника Южного РУБОП по следствию Василием Ральченко и замначальник УУР УВД Алматинской области Фархадом Нурмухамедовым принял решение всех арестованных вместе с Суворовым и Исуповым этапировать из СИЗО-1 в ИВС ГУВД Алматы, где они были подвергнуты перекрестным допросам. Во время допросов следствие получило от арестованных имена других членов банды, которые были найдены и также арестованы. 
Сувовров первоначально, являясь уголовным авторитетом, пытался с помощью угроз физической расправой заставить своих сообщников через переписку и их сокамерников отказаться от дачи признательных показаний, однако содержавшийся в СИЗО-1 вор в законе Берик Шымырбаев по прозвищу «Бикен Луговской», арестованный летом 2000 года, узнав о сути уголовного дела Суворова-«Бормана» и его порочащих по уголовным понятиям сексуальных пристрастиях, лишил его всякого авторитета и низверг по лестнице уголовной иерархии почти на самую низшую ступень, после чего угрозы Суворова-«Бормана» потеряли всякий смысл и члены его банды стали сотрудничать со следствием и давать признательные показания. После этого признательный показания дал сам «Борман». Из-за большого количества убийств Суворов путал детали разных эпизодов, его описания того, как выглядела та или иная жертва, куда вывезли ту или иную девушку, каким способом они были убиты и что послужило орудием убийства, в каком составе жертв подвергали сексуальному насилию и кто был непосредственным убийцей в отдельно взятом эпизоде - не всегда соответствовали действительности.

Это обстоятельство Суворов-«Борман» объяснил тем, что во время убийств все члены банды находились в состоянии наркотического опьянения, после чего еще употребляли водку. Однако в конце концов в ходе методичной работы на основании показаний всех членов банды «Бормана» следствие смогло составить истинную картину совершения всех серийных убийств и роль каждого из членов банды в каждом из эпизодов. Суворов первоначально пытался придать своим действиям идеологический подтекст. Он утверждал, что он и члены его банды убивали проституток, так как считали себя «санитарами общества», борцами за мораль и нравственность, очищающих общество от аморальных ее элементов, однако впоследствии признал, что все убийства им и его сообщниками были совершены по мотивам мизогинии вкупе с тяжелой наркотической зависимостью. Суворов заявил, что причиной мизогинии стали проблемы во взаимоотношениях с противоположным полом и неудавшаяся личная жизнь.  Во время допросов Суворов также признался в том, что после его ареста убийства девушек прекратились, но он с целью отвести от себя и Исупова подозрения, умудрился переправить из тюрьмы записку Михальцовой и Сущих с указанием: 
Делайте отвод!
После этого оставшиеся на свободе члены его банды снова стали совершать убийства. Всего по итогам расследования было доказано совершение 29 убийств, совершенных с особой жестокостью.

Из показаний Андрея Сущих по эпизоду убийства 15-летней Кристины Булатовой:
Из комнаты раздавался детский плач. Суворов вышел. Сказал, что изнасиловал Кристину, и что она действительно девочка. Затем Кристину изнасиловал Исупов. Потом школьницу отвезли в лесополосу за винсовхозом...и там еще раз изнасиловали в извращенной форме. Суворов задушил Кристину поясом от куртки и повесил на дереве.
 

Из показаний Александра Суворова по эпизоду убийства Сауле Топаевой: 
Михальцова вытолкнула голую Сауле из машины. Все по очереди стали ее избивать. Я сдавил девушке шею ее же колготками, используя как удавку. В этот момент мне попалась в руки ветка от дерева. Я вставил ветку Сауле в задний проход. Она была еще живая и тихо стонала.
Весной и летом 2000 года самые активные участники банды «Бормана» Исупов, Сущих, Михальцова и сам Суворов-«Боман» были этапированы из СИЗО-1 на места совершения преступлений для проведения следственного эксперимента, целью которого было воспроизведение опытным путём действий, обстановки и других обстоятельств, связанных с убийствами девушек. 
В этот период девушки из банды «Бормана» - Циопко, Герлах, Демиденко, Беспятых, Железнова и Емельянова неожиданно признались в совершении еще 60 убийств. С марта по ноябрь 2000 года в сопровождении троих сотрудников ГУВД Алматы, УВД Алматинской области и Юго-Восточного ДВДТ ежедневно, кроме воскресенья, они под конвоем этапировались на места, где согласно их показаниям были совершены убийства и были похоронены жертвы. Однако всего лишь один раз, в октябре, в районе поселка Каменка в месте указанном ими была обнаружена могила, из которой были извлечены кости коровы и лошади. Впоследствии девушки отказались от своих показаний и признались в том, что выдумали несколько десятков новых эпизодов как раз в расчете на то, что их начнут ежедневно вывозить из СИЗО-1 на проверки показаний на месте, так как в СИЗО-1 за соучастие в убийствах девушек они постоянно подвергались гонениям и физическим издевательствам со стороны сокамерниц.
Судебный процесс над членами банды Суворова открылся летом 2001 года. Во время суда, Владимир Исупов умер в 2002 году находясь в СИЗО-1 от последствий туберкулеза. Узнав об этом, Александр Суворов-«Борман» и остальные члены его банды отказались от своих признательных показаний, переложив большую часть ответственности на умершего Исупова и ранее повесившегося в СИЗО-1 Александра Попикова. На этом основании адвокаты обвиняемых требовали от суда снисхождения для своих подзащитных, в то время ка представители прокуратуры требовали суд приговорить обвиняемых к высшей мере наказания. Так как прокуратура не смогла в ходе дальнейших судебных заседаний в связи со смертью Попикова и Исупова ни подтвердить, ни опровергнуть показания, которые дали «Борман» и члены банды против них, суд вынужден был принять сторону адвокатов и проявить снисхождение к подсудимым. 22 января 2003 года все члены банды «Бормана» были признаны виновными по всем пунктам обвинения и осуждены к длительным срокам, от 10 до 16 лет лишения свободы. Александр Суворов-«Борман» и Андрей Сущих избежали уголовного наказания в виде пожизненного лишения свободы и получили уголовное наказание в виде 25 лет лишения свободы. Елена Михальцова была приговорена к 15 годам тюрьмы. Во время судебного процесса ни один из членов банды, включая самого Суворова, не выразили раскаяния в содеянном и не попросили прощения у родственников жертв. Уголовное дело банды «Бормана» получило название «Нехристи». После окончания судебного процесса 13 томов уголовного дела по 250-300 листов каждый по решению руководства МВД было передано из архива в Алматинскую академию МВД РК для использования в качестве учебно-методического пособия при подготовке казахстанских сыщиков.

## В массовой культуре
- Документальный фильм «Нелюди» из цикла «Было дело. 90-е»[2]
- Серия «Лучший мент в отделе» из сериала «5:32» основана на деле банды Бормана